# Золотий глобус (81-ша церемонія вручення)
81-ша церемонія вручення нагород премії «Золотий глобус»

7 січня 2024 року
Найкращий фільм — драма: «Оппенгеймер»
Найкращий фільм —
комедія або мюзикл: 
«Бідолашні створіння»
Кінематографічні та касові досягнення:
«Барбі»
Найкращий телесеріал — драма: «Спадкоємці»
Найкращий телесеріал —
комедія або мюзикл: 
 «Ведмідь»
Найкращий мінісеріал або телефільм:
«Сварка»
< 80-та • Церемонії вручення • 82-га >
81-ша церемонія вручення нагород премії «Золотий глобус» за заслуги в галузі кінематографа і телебачення за 2023 рік відбулася 7 січня 2024 року. Номінанти, у 27 категоріях, були оголошені 11 грудня 2023 року.. Церемонія також вперше з 1982 року транслюватиметься в прямому етері на телеканалі CBS у США.
Номінанти були оголошені 11 грудня 2023 року під час заходу, який спільно провели Седрік «Розважальник» та Вілмер Вальдеррама. Більшість категорій були оголошені під час презентації в прямому етері, а десять категорій були оголошені під час іншого сегменту на CBS Mornings. «Барбі» та «Спадкоємці» розділили між собою найбільшу кількість номінацій — по дев'ять, за ними слідує Оппенгаймер з вісьмома. Окрім того, культурне явище «Барбінгеймер» отримало в загальній кількості 17 номінацій.
Це також перша церемонія, на якій у кожній категорії представлено шість номінантів, а не п'ять, як зазвичай.

## Інформація про церемонію
Це буде перша церемонія вручення премії «Золотий глобус» після розпуску Голлівудської асоціації іноземної преси (HFPA) у 2023 році. 12 червня 2023 року HFPA оголосила, що всі її права та майно, пов'язані з «Золотим глобусом», були придбані компаніями Dick Clark Productions та Eldridge Industries.
У лютому 2023 року було оголошено, що CBS придбав права на трансляцію церемонії, замінивши давнього партнера «Золотого глобуса» в США — NBC. Dick Clark Productions хотіли перенести церемонію назад на недільні вечори, але продовження регулярного сезону Національної футбольної ліги на січень означало, що церемонію потрібно було запланувати навколо недільного нічного футболу NBC.

### Розширення
26 вересня 2023 року було оголошено, що до майбутньої церемонії будуть додані дві нові категорії: «Кінематографічні та касові досягнення» та «Найкращий виступ у жанрі стендап-комедії на телебаченні» (також відомий як «Найкращий стендап-комік на телебаченні») Це рішення отримало негативну реакцію з боку деяких засобів масової інформації як спроба «Золотого глобуса» потурати мейнстримній авдиторії.

## Номінанти та лавреати. Кіно

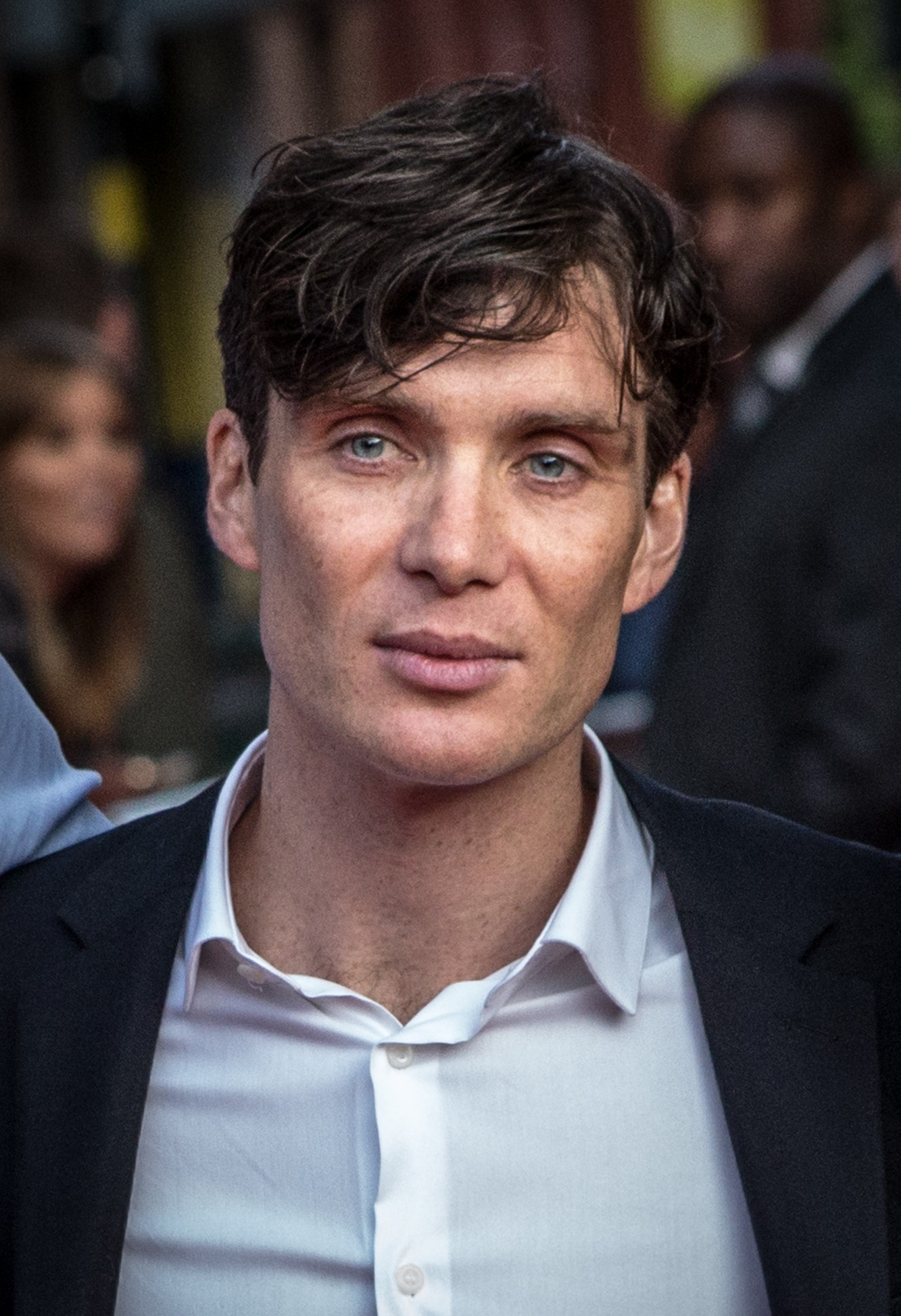
Кілліан Мерфі, Найкраща чоловіча роль — драма

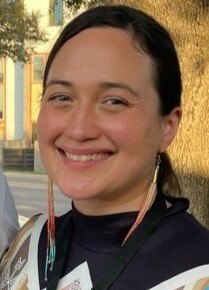
Лілі Гладстон, Найкраща жіноча роль — драма

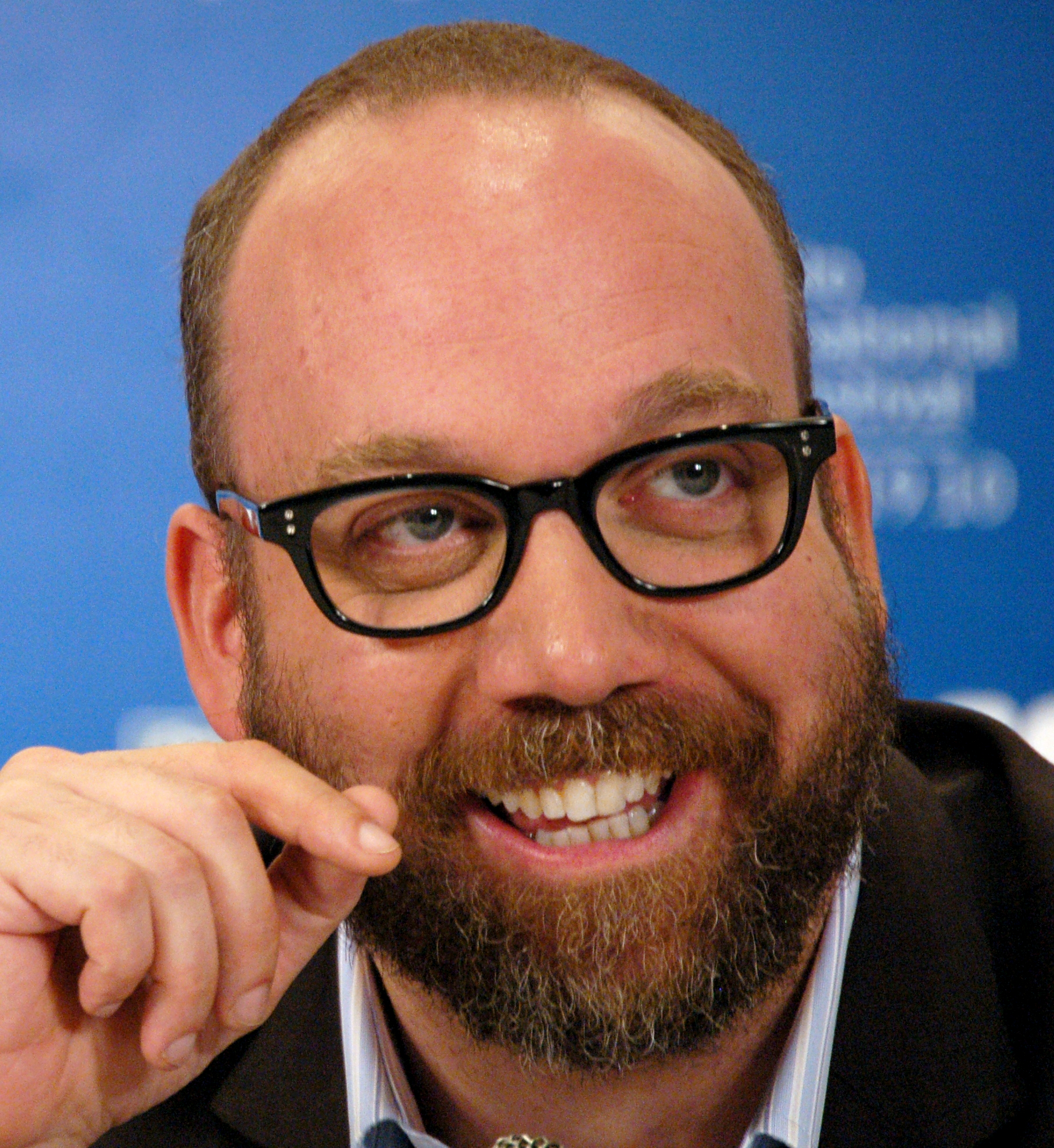
Пол Джаматті, Найкраща чоловіча роль — комедія або мюзикл

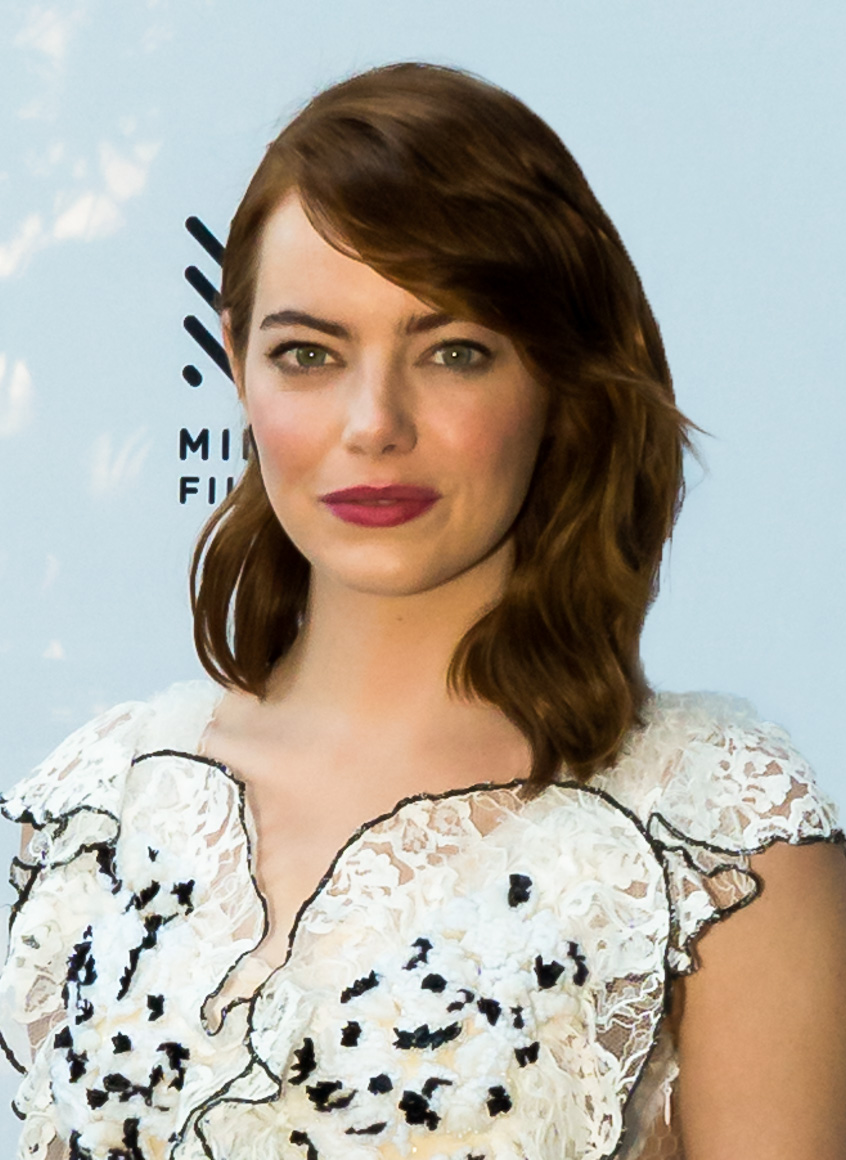
Емма Стоун, Найкраща жіноча роль — комедія або мюзикл

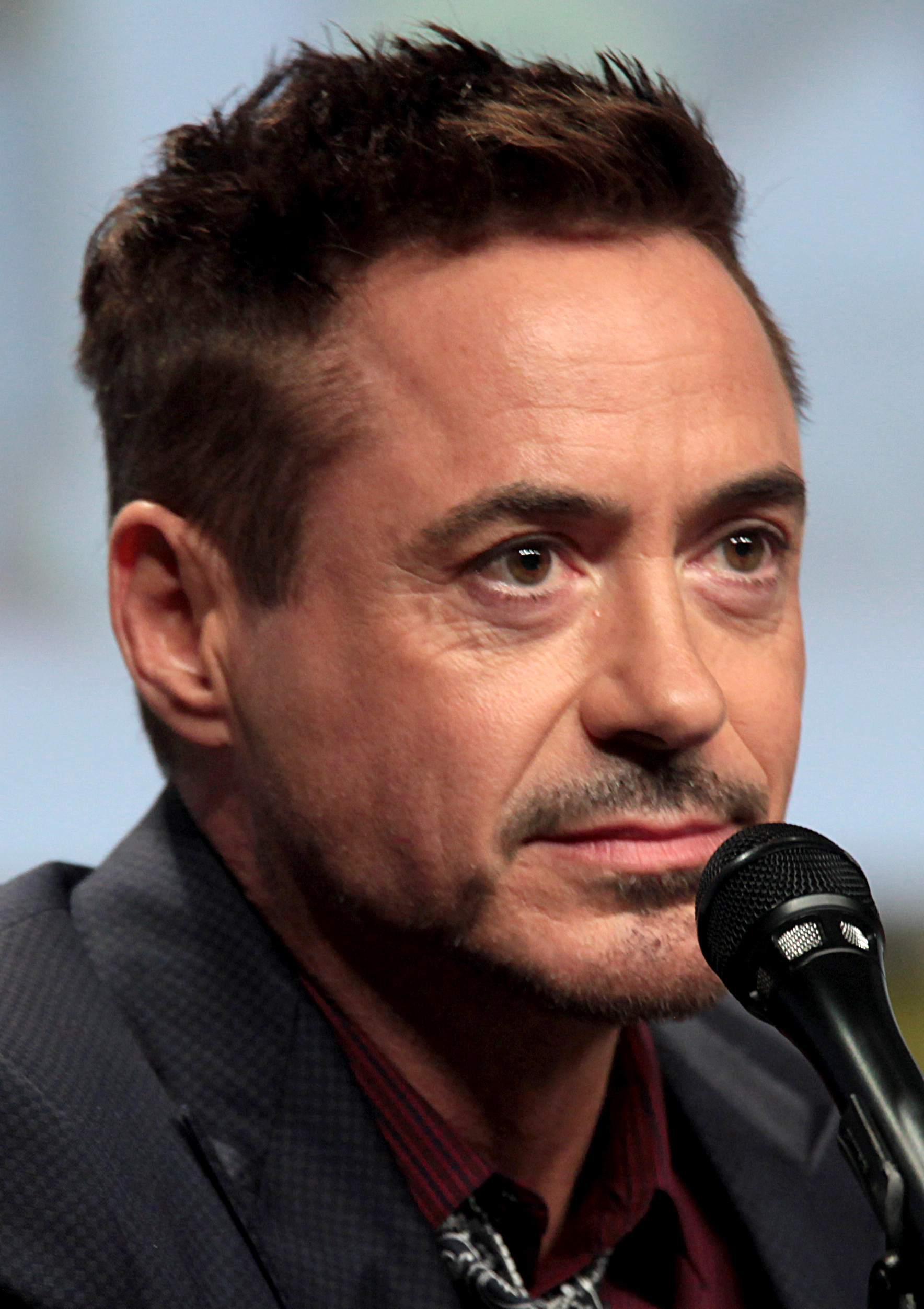
Роберт Дауні-молодший, Найкращий актор другого плану

#### Фільми, які отримали декілька номінацій
Нижче наведено картини, які отримали декілька номінацій:
| Номінації | Фільми                        |
| --------- | ----------------------------- |
| 9         | «Барбі»                       |
| 8         | «Оппенгеймер»                 |
| 7         | «Вбивці квіткової повні»      |
| 7         | «Бідолашні створіння»         |
| 5         | «Минулі життя»                |
| 4         | «Анатомія падіння»            |
| 4         | «Маестро»                     |
| 4         | «Травень, грудень»            |
| 3         | «Залишені»                    |
| 3         | «Людина-павук: Крізь Всесвіт» |
| 3         | «Брати Супер Маріо в кіно»    |
| 3         | «Зона інтересів»              |
| 2         | «Air Jordan»                  |
| 2         | «Американське чтиво»          |
| 2         | «Як ти живеш?»                |
| 2         | «Барва пурпурова»             |
| 2         | «Опале листя»                 |
| 2         | «Наяд»                        |
| 2         | «Растін»                      |
| 2         | «Солтберн»                    |

#### Фільми, які отримали декілька перемог
Нижче наведено картини, які отримали декілька перемог:
| Перемог | Фільми                |
| ------- | --------------------- |
| 5       | «Оппенгеймер»         |
| 2       | «Анатомія падіння»    |
| 2       | «Барбі»               |
| 2       | «Залишені»            |
| 2       | «Бідолашні створіння» |

### Кіно
| Найкращий фільм | Найкращий фільм |
| Драма | Комедія або мюзикл |
| --- | --- |
| - «Оппенгеймер» - «Анатомія падіння» - «Вбивці квіткової повні» - «Маестро» - «Минулі життя» - «Зона інтересів» | - «Бідолашні створіння» - «Air Jordan» - «Американське чтиво» - «Барбі» - «Залишені» - «Травень, грудень» |
| Найкраща роль у фільмі — драма | |
| Чоловіча роль | Жіноча роль |
| - Кілліан Мерфі — «Оппенгеймер» (за роль Роберта Оппенгеймера - Бредлі Купер — «Маестро» (за роль Леонарда Бернстайна). - Леонардо Ді Капріо — «Вбивці квіткової повні» (за роль Ернеста Буркхарта) - Колман Домінго — «Растін» (за роль Байарда Растіна). - Баррі Кеоган — «Солтберн» (за роль Олівера Квіка) - Ендрю Скотт — «Всі ми незнайомці» (за роль Адама)              | - Лілі Гладстон — «Вбивці квіткової повні» (за роль Моллі Баркхарт) - Аннетт Бенінг — «Наяд» (за роль Діани Наяд) - Сандра Гюллер — «Анатомія падіння» (за роль Сандри Войтер) - Грета Лі — «Минулі життя» (за роль Нори) - Кері Малліган — «Маестро» (за роль Фелісії Монтеалегре) - Кейлі Спейні — «Прісцилла» (за роль Прісцилли Преслі. |
| Найкраща роль у фільмі — комедія або мюзикл | |
| Чоловіча роль | Жіноча роль |
| - Пол Джаматті — «Залишені» (за роль Пола Ханема) - Ніколас Кейдж — «Сценарій сну» (за роль Пола Меттьюса) - Тімоті Шаламе — «Вонка» (за роль Віллі Вонки - Метт Деймон — «Air Jordan» (за роль Сонні Ваккаро) - Хоакін Фенікс — «Бо боїться» (за роль Бо) - Джеффрі Райт — «Американське чтиво» (за роль Телоніуса «Монк» Еллісона)                                            | - Емма Стоун — «Бідолашні створіння» (за роль Белли Бакстер) - Дженніфер Лоренс — «Без образ» (за роль Медді Баркер) - Наталі Портман — «Травень, грудень» (за роль Елізабет) - Алма Пююсті — «Опале листя» (за роль Анси) - Фантазія Барріно — «Барва пурпурова» (за роль Селіі) - Марго Роббі — «Барбі» (за роль Барбі) |
| Найкраща роль другого плану у фільмі | |
| Чоловіча роль другого плану | Жіноча роль другого плану |
| - Роберт Дауні-молодший — «Оппенгеймер» (за роль Льюїса Штрауса) - Віллем Дефо — «Бідолашні створіння» (за роль доктора Годвіна Бакстера) - Роберт Де Ніро — «Вбивці квіткової повні» (за роль Вільяма Хейла) - Раян Ґослінґ — «Барбі» (за роль Кена) - Чарльз Мелтон — «Травень, грудень» (за роль Джо Ю) - Марк Раффало — «Бідолашні створіння» (за роль Дункана Веддерберна) | - Да'Він Джой Рендольф — «Залишені» (за роль Мері Лемб) - Емілі Блант — «Оппенгеймер» (за роль Кетрін Оппенгеймер) - Даніель Брукс — «Барва пурпурова» (за роль Елізабет) - Джоді Фостер — «Наяд» (за роль Бонні Столл) - Джуліанн Мур — «Травень, грудень» (за роль Грейс Атертон-Ю) - Розамунд Пайк — «Солтберн» (за роль Елсбет Кеттон) |
| Інші категорії | |
| Найкраща режисерська робота | Найкращий сценарій |
| - Крістофер Нолан — «Оппенгеймер» - Бредлі Купер — «Маестро» - Ґрета Ґервіґ — «Барбі» - Йоргос Лантімос — «Бідолашні створіння» - Мартін Скорсезе — «Вбивці квіткової повні» - Селін Сон — «Минулі життя» | - - Жустін Тріє та Артур Арарі — «Анатомія падіння» - Ґрета Ґервіґ та Ноа Баумбак — «Барбі» - Тоні Макнамара — «Бідолашні створіння» - Крістофер Нолан — «Оппенгеймер» - Ерік Рот та Мартін Скорсезе — «Вбивці квіткової повні» - Селін Сон — «Минулі життя» |
| Найкраща музика до фільму | Найкраща пісня до фільму |
| - Людвіг Йоранссон — «Оппенгеймер» - Ерскін Фендрікс — «Бідолашні створіння» - Хісайсі Дзьо — «Як ти живеш?» - Міка Леві — «Зона інтересів» - Деніел Пембертон — «Людина-павук: Крізь Всесвіт» - Роббі Робертсон — «Вбивці квіткової повні» (посмертно) | - «What Was I Made For?» (Біллі Айліш та Фіннеас О'Коннелл) — «Барбі» - «Addicted to Romance» (Брюс Спрінгстін) — «Вона прийшла до мене» - «Dance the Night» (Марк Ронсон, Ендрю Ваятт, Дуа Ліпа та Керолайн Ейлін) — «Барбі» - «I'm Just Ken» (Марк Ронсон та Ендрю Ваятт) — «Барбі» - «Peaches» (Джек Блек, Аарон Хорват, Майкл Джеленік, Ерік Осмонд та Джон Спайкер) — «Брати Супер Маріо в кіно» - «Road to Freedom» (Ленні Кравіц) — «Растін» |
| Найкращий анімаційний фільм | Найкращий фільм іноземною мовою |
| - Як ти живеш? - «Стихії» - «Людина-павук: Крізь Всесвіт» - «Брати Супер Маріо в кіно» - «Suzume no Tojimari» - «Бажання» | - «Анатомія падіння» ( Франція) - «Опале листя» ( Фінляндія) - «Я капітан» ( Італія) - «Снігова спільнота» ( Іспанія) - «Зона інтересів» ( Велика Британія) - «Минулі життя» ( Південна Корея) |
| Кінематографічні та касові досягнення | |
| - «Барбі» - «Вартові галактики 3» - «Джон Уік 4» - «Місія неможлива: Розплата. Частина перша» - «Оппенгеймер» - «Людина-павук: Крізь Всесвіт» - «Брати Супер Маріо в кіно» - «Taylor Swift: The Eras Tour» | |

## Номінанти та лавреати. Телебачення

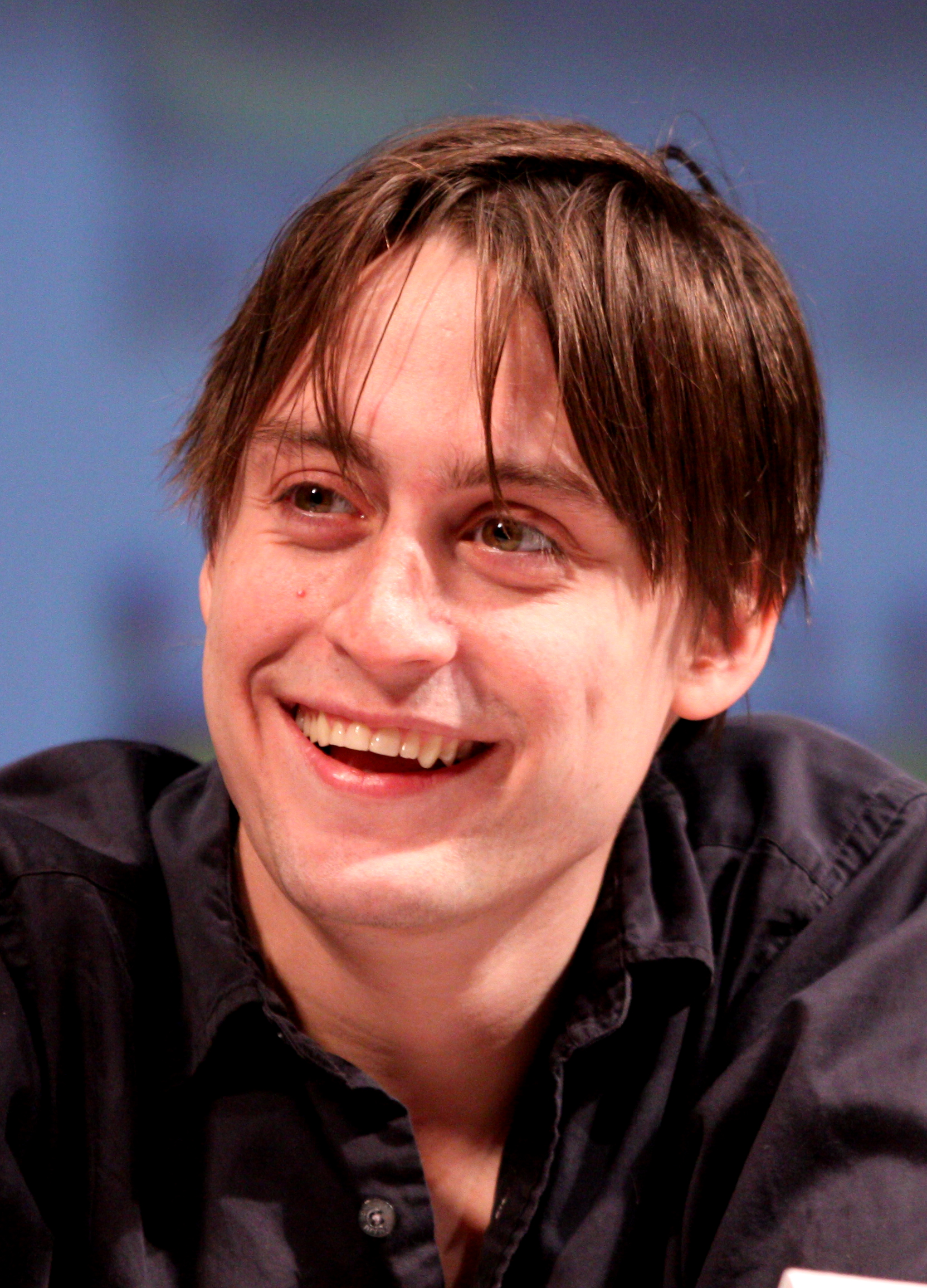
Кіран Калкін, Найкраща чоловіча роль у телесеріалі — драма

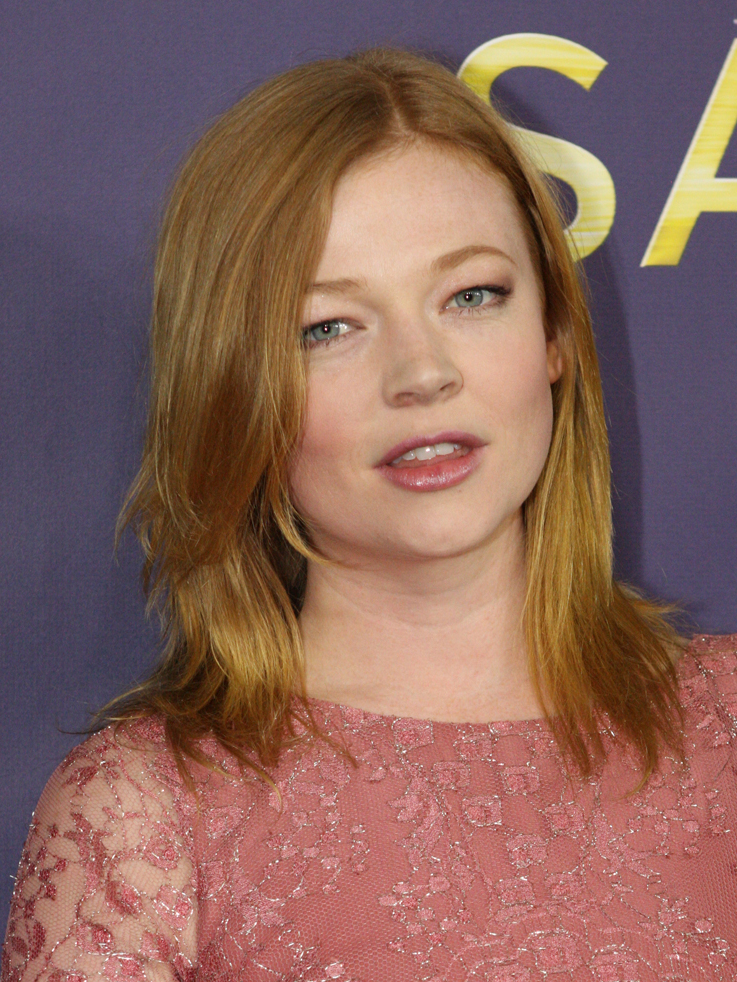
Сара Снук, Найкраща жіноча роль у телесеріалі — драма

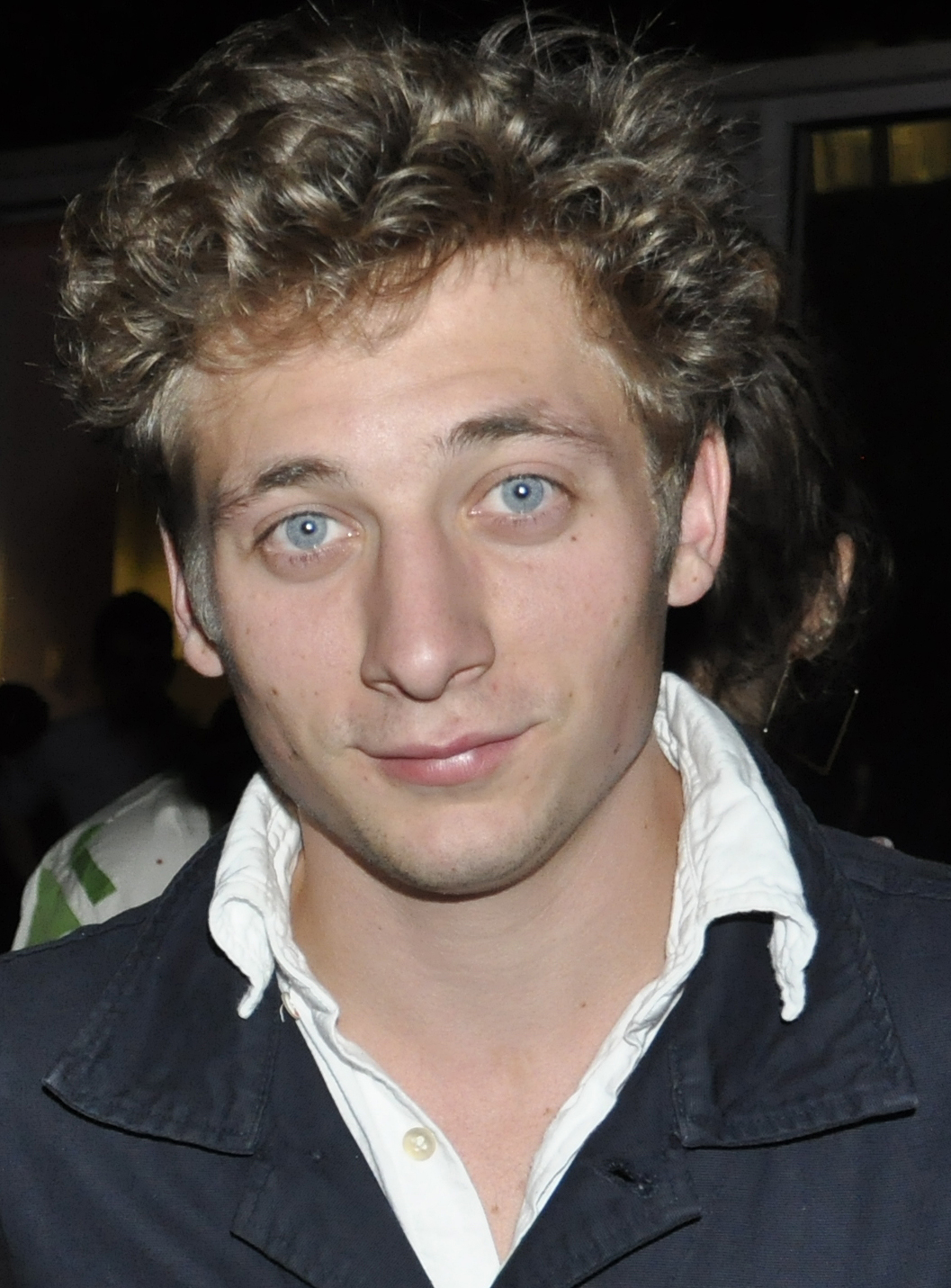
Джеремі Аллен Вайт, Найкраща чоловіча роль у телесеріалі — комедія або мюзикл

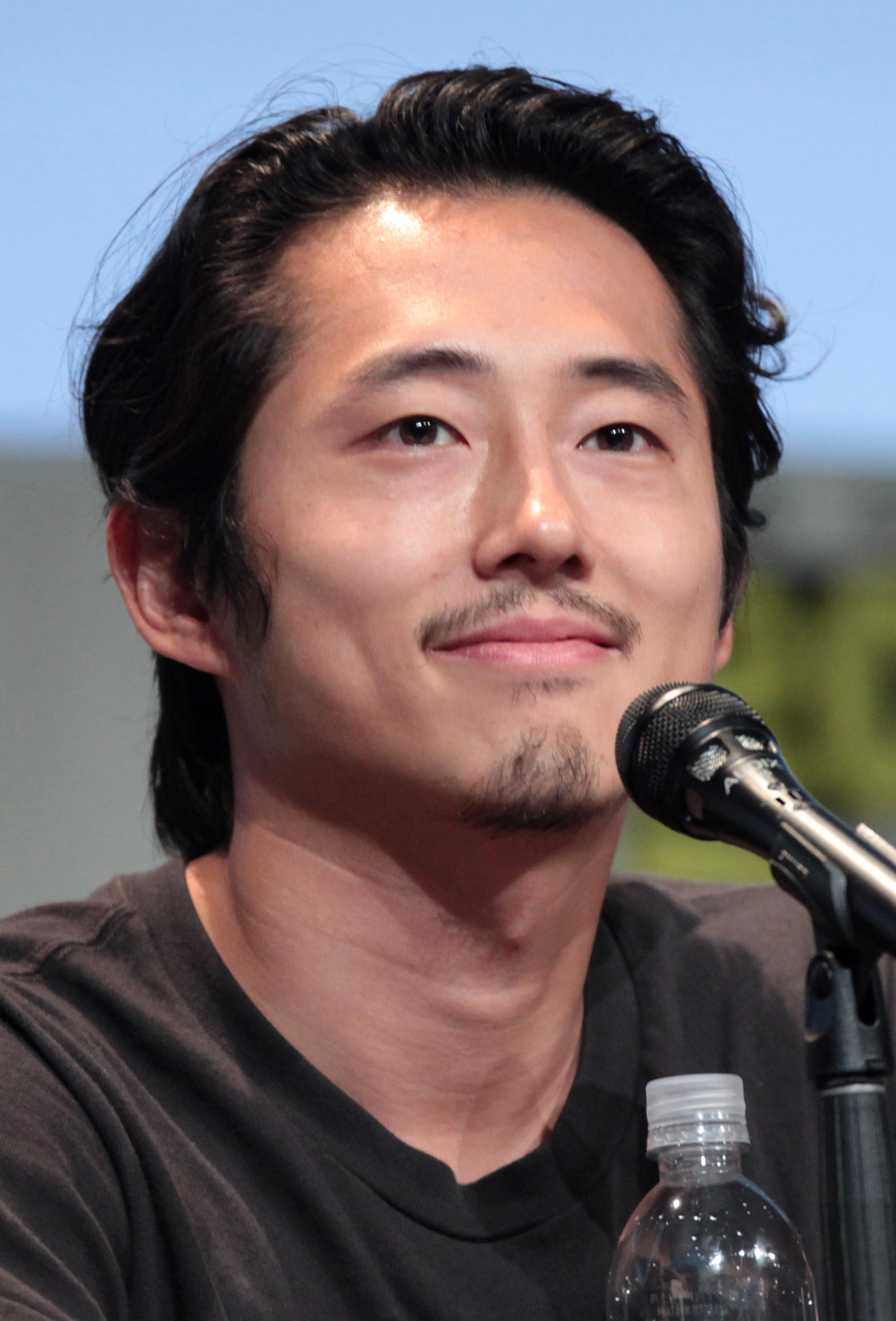
Стівен Йон, Найкраща чоловіча роль у мінісеріалі або телефільмі

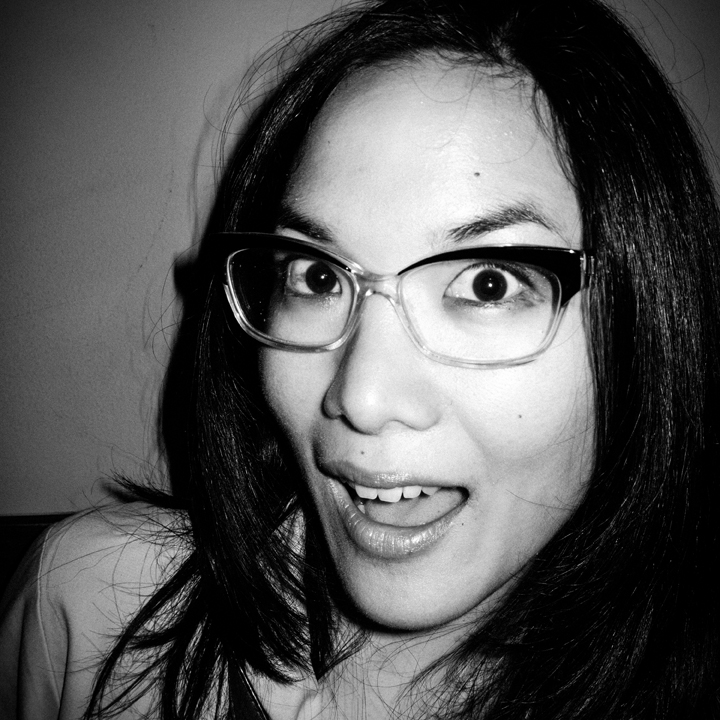
Елі Вон, Найкраща жіноча роль у мінісеріалі або телефільмі

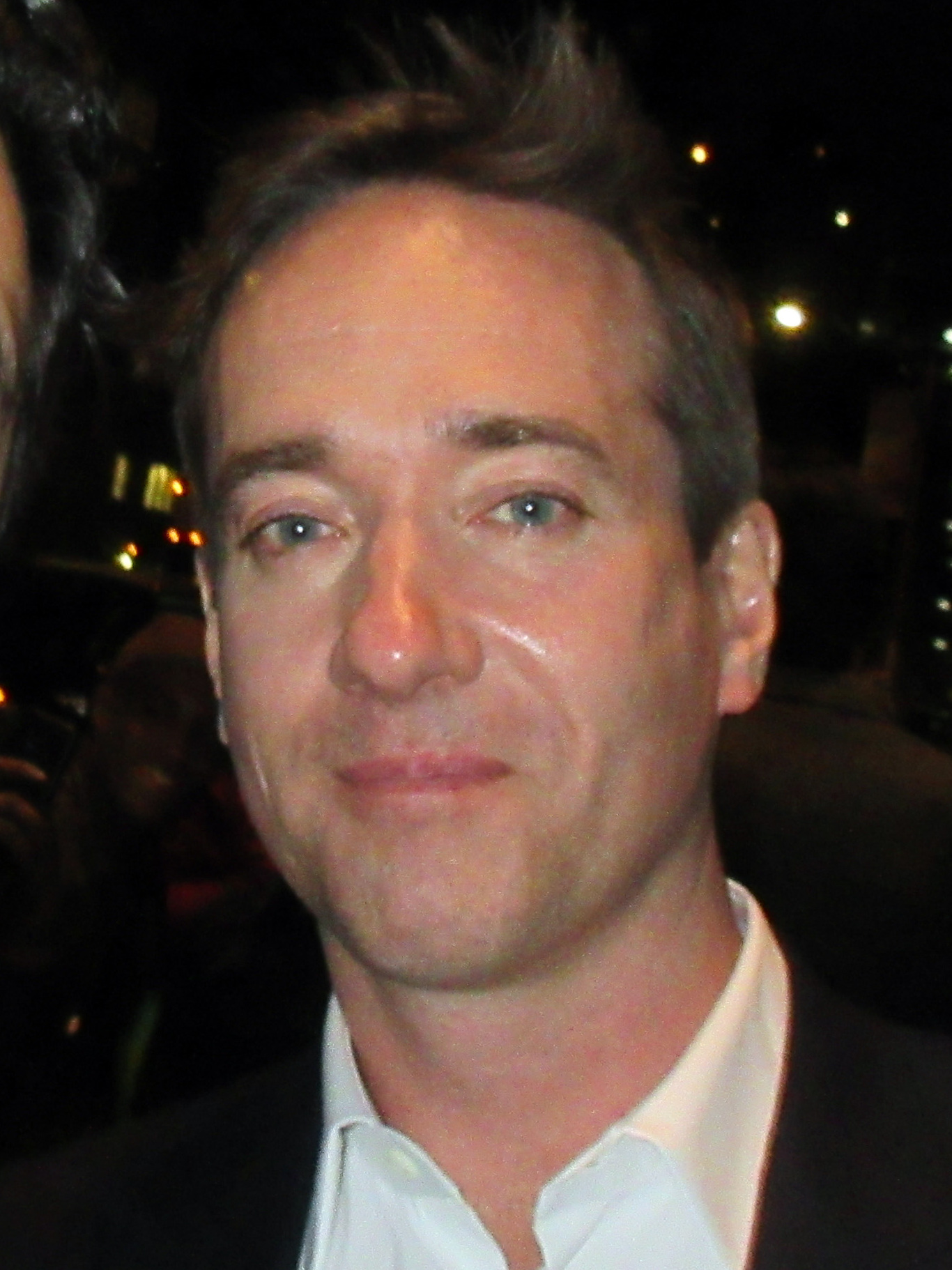
Меттью Макфедьєн, Найкраща чоловіча роль другого плану у телесеріалі, мінісеріалі або телефільмі

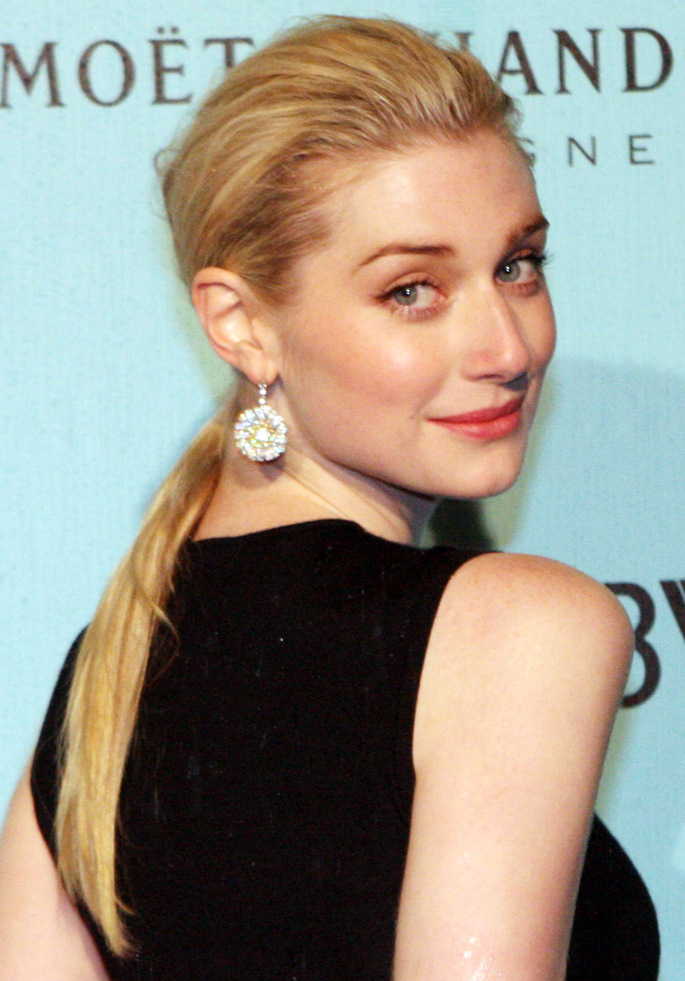
Елізабет Дебікі, Найкраща жіноча роль другого плану у телесеріалі, мінісеріалі або телефільмі

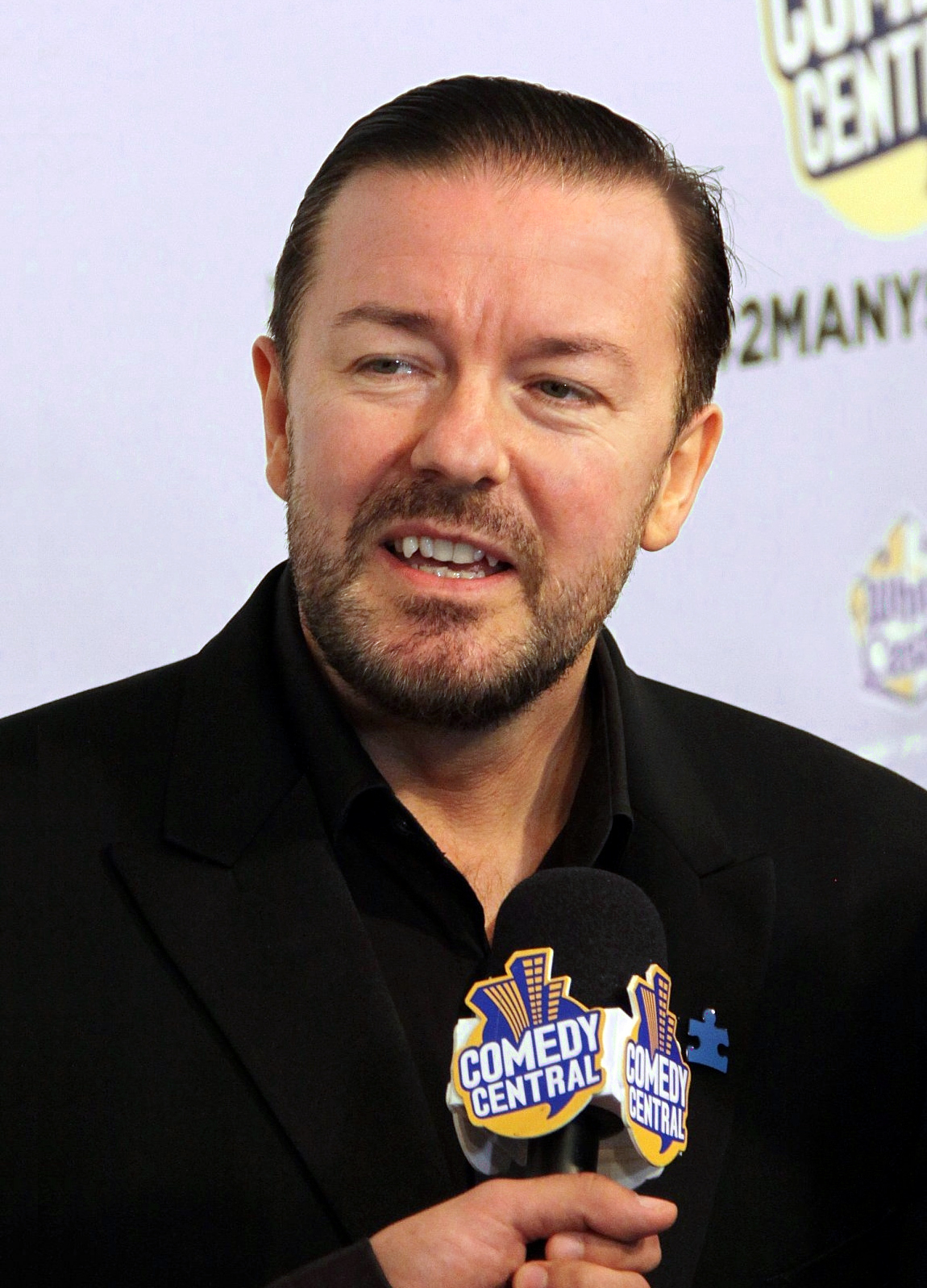
Рікі Джервейс, Найкращий виступ у жанрі стендап-комедії на телебаченні

### Серіали, які отримали декілька номінацій
Нижче наведено серіали, які отримали декілька номінацій:
| Номінації | Серіали                    |
| --------- | -------------------------- |
| 9         | «Спадкоємці»               |
| 5         | «Ведмідь»                  |
| 5         | «Вбивства в одній будівлі» |
| 4         | «Корона»                   |
| 3         | «Сварка»                   |
| 3         | «Дейзі Джонс і The Six»    |
| 3         | «Фарґо»                    |
| 3         | «Останні з нас»            |
| 3         | «Тед Лассо»                |
| 2         | «1923»                     |
| 2         | «Початкова школа Ебботт»   |
| 2         | «Баррі»                    |
| 2         | «Дипломатка»               |
| 2         | «Подорожні»                |
| 2         | «Обов'язок журі»           |
| 2         | «Уроки хімії»              |
| 2         | «Ранкове шоу»              |

#### Серіали, які отримали декілька перемог
Нижче наведено картини, які отримали декілька перемог:
| Перемог | Серіали      |
| ------- | ------------ |
| 4       | «Спадкоємці» |
| 3       | «Ведмідь»    |
| 3       | «Сварка»     |

### Телебачення
| Найкращий телесеріал | Найкращий телесеріал |
| Драма | Комедія або мюзикл |
| --- | --- |
| - «Спадкоємці» (HBO) - «1923» (Paramount+) - «Корона» (Netflix) - «Дипломатка» (Netflix) - «Останні з нас» (HBO) - «Ранкове шоу» (Apple TV+) | - «Ведмідь» (FX) - «Початкова школа Ебботт» (АВС) - «Баррі» (HBO) - «Обов'язок журі» (Amazon Freevee) - «Вбивства в одній будівлі» (Hulu) - «Тед Лассо» (Apple TV+) |
| Найкращий мінісеріал або телефільм | |
| - «Сварка» (Netflix) - «Все те незриме світло» (Netflix) - «Дейзі Джонс і The Sіx» (Prime Video) - «Фарґо» (FX) - «Подорожні» (Showtime) - «Уроки хімії» (Apple TV+) | |
| Найкраща роль у телесеріалі — драма | |
| Чоловіча роль | Жіноча роль |
| - Кіран Калкін — «Спадкоємці» (HBO) (за роль Романа Роя) - Браян Деніс Кокс — «Спадкоємці» (HBO) (за роль Логана Роя) - Ґері Олдмен — «Повільні коні» (Apple TV+) (за роль Джексона Лемба) - Педро Паскаль — «Останні з нас» (HBO) (за роль Джоела Міллера) - Джеремі Стронг — «Спадкоємці» (HBO) (за роль Кендалла Роя) - Домінік Вест — «Корона» (Netflix) (за роль Чарльза, принца Уельського                                    | - Сара Снук — «Спадкоємці» (HBO) (за роль Шивони Рой) - Гелен Міррен — «1923» (Paramount+) (за роль Карм Даттон) - Белла Рамзі — «Останні з нас» (HBO) (за роль Еллі) - Кері Рассел — «Дипломатка» (Netflix) (за роль Кейт Вайлер) - Імелда Стонтон — «Корона» (Netflix) (за роль королеви Єлизавети II) - Емма Стоун — «Прокляття» (Showtime) (за роль Вітні Сіґел)                                               |
| Найкраща роль у телесеріалі — комедія або мюзикл | |
| Чоловіча роль | Жіноча роль |
| - Джеремі Аллен Вайт — «Ведмідь» (FX) (за роль Кармена «Кермі» Берзатто) - Білл Хейдер — «Баррі» (HBO) (за роль Баррі Беркмена) - Стів Мартін — «Вбивства в одній будівлі» (Hulu) (за роль Чарльза-Гейдена Саведжа) - Джейсон Сіґел — «Скорочення» (Apple TV+) (за роль Джиммі Лерда) - Мартін Шорт — «Вбивства в одній будівлі» (Hulu) — за роль Олівера Патнема - Джейсон Судейкіс — «Тед Лассо» (Apple TV+) (за роль Теда Лассо) | - Айо Едебірі — «Ведмідь» (FX) (за роль Сідней Адам) - Рейчел Броснаген — «Дивовижна місіс Мейзел» (Prime Video) (за роль Міріам «Мідж» Мейзел) - Квінта Брансон — «Початкова школа Ебботт» (АВС) (за роль Джанін Тіг) - Ель Феннінг — «Велика» (Hulu) (за роль Катерини II) - Селена Гомес — «Вбивства в одній будівлі» (Hulu) (за роль Мейбл Мори) - Наташа Лайонн — «Покерфейс» (Peacock) (за роль Чарлі Кейлі) |
| Найкраща роль у мінісеріалі або телефільмі | |
| Чоловіча роль | Жіноча роль |
| - Стівен Йон — «Сварка» (Netflix) (за роль Денні Чо) - Меттью Бомер — «Подорожні» (Showtime) (за роль Гоукінса «Яструба» Фуллера) - Сем Клафлін — «Дейзі Джонс і The Sіx» (Prime Video) (за роль Біллі Данн) - Джон Гемм — «Фарґо» (FX) (за роль Роя Тілмана) - Вуді Харрельсон — «Сантехніки Білого дому» (HBO) (за роль Говарда Ханта) - Девід Оєлово — «Законники: Басс Рівз» (Paramount+) (за роль Басса Рівза)                 | - Елі Вон — «Сварка» (Netflix) (за роль Емі Лау) - Райлі Кіо — «Дейзі Джонс і The Sіx» (Prime Video) (за роль Дейзі Джонс) - Брі Ларсон — «Уроки хімії» (Apple TV+) (за роль Елізабет Зотт) - Елізабет Олсен — «Любов і смерть» (Max) (за роль Кенді Монтгомері) - Джуно Темпл — «Фарґо» (FX) (за роль Дороті «Дот» Лайон) - Рейчел Вайс — «Зв'язані до смерті» (Prime Video) (за роль близнючок Мантл)            |
| Найкраща роль другого плану у телесеріалі, мінісеріалі або телефільмі | |
| Чоловіча роль другого плану | Жіноча роль другого плану |
| - Меттью Макфедьєн — «Спадкоємці» (HBO) (за роль Тома Вамбсганса) - Біллі Крудап — «Ранкове шоу» (Apple TV+) (за роль Корі Еллісона) - Джеймс Марсден — «Обов'язок журі» (Amazon Freevee) (за роль самого себе) - Ебон Мосс-Бакрак — «Ведмідь» (FX) (за роль Річарда «Річі» Джеримовича) - Алан Рак — «Спадкоємці» (HBO) (за роль Коннора Роя) - Александр Скашґорд — «Спадкоємці» (HBO) (за роль Лукаса Матссона)                  | - Елізабет Дебікі — «Корона» (Netflix) (за роль принцеси Діани) - Еббі Елліотт — «Ведмідь» (FX) (за роль Наталі Берзатто)» - Крістіна Річчі — «Шершні» (Showtime) (за роль дорослої Місті) - Дж. Сміт-Кемерон — «Спадкоємці» (HBO) (за роль Джері Келлман) - Меріл Стріп — «Вбивства в одній будівлі» (Hulu) (за роль Лоретти Деркін) - Ганна Ваддінгем — «Тед Лассо» (Apple TV+) (за роль Ребекки Велтон)         |
| Найкращий виступ у жанрі стендап-комедії на телебаченні | |
| - Рікі Джервейс — «Рікі Джервейс: Армагеддон» (Netflix) - Тревор Ноа — «Тревор Ноа: На чому я зупинився» (Netflix) - Кріс Рок — «Кріс Рок: Вибіркове обурення» (Netflix) - Емі Шумер — «Емі Шумер: Контакт для екстрених випадків» (Netflix) - Сара Сільверман — «Сара Сільверман: Той, кого ти кохаєш» (HBO) - Ванда Сайкс — «Ванда Сайкс: Я артистка» (Netflix)                                                                   | |